# Луций Антисций Рустик
Луций Антисций Рустик (на латински: Lucius Antistius Rusticus; † 93 или 94, Кападокия) e политик и сенатор на Римската империя през 1 век.
Произлиза от фамилията Антисции от Бетика и е приятел с Марциал, който често го споменава в епиграмите си.
По времето на император Нерон е приет в сената. По времето на император Веспасиан от 79 до 81 г. Рустик е командир на VIII Августовски легион. През 83/84 г. става проконсул на родината си Бетика. През 90 г. е суфектконсул заедно с Луций Юлий Урс Сервиан. След това през 91/92 г. е легат в Кападокия – Галация, където Рустик умира през 93 или 94 г.
Той е женен за Мумия Нигрина.